# クロム酸鉛(II)
クロム酸鉛(II)（クロムさんなまり、PbCrO4）は鉛とクロムと酸素から成る無機化合物のひとつ。鉛化合物かつ六価クロム化合物であり、毒性がある。天然には紅鉛鉱として産出する。黄色の単斜晶系または淡黄色の斜方晶系の結晶で、顔料として用いられる場合などは黄鉛、クロムイエローとも呼ばれる。

## 合成方法
クロム酸カリウムないし重クロム酸カリウムの水溶液に酢酸鉛(II)を加えることなどで合成される。
{\displaystyle {\ce {K2CrO4 + Pb(CH3COO)2 -> PbCrO4 + 2CH3COOK}}}
{\displaystyle {\ce {K2Cr2O7 + 2Pb(CH3COO)2 + H2O -> 2PbCrO4 + 2CH3COOK + 2CH3COOH}}}
上記の反応式で得られた沈殿を洗浄・乾燥させると精製した結晶が得られる。
また、得られたクロム酸鉛をクロム酸カリウムとともに長時間煮沸すると、赤色顔料のクロムレッドである塩基性クロム酸鉛({\displaystyle {\ce {PbCrO4.PbO}}})が得られる。

## 関連項目

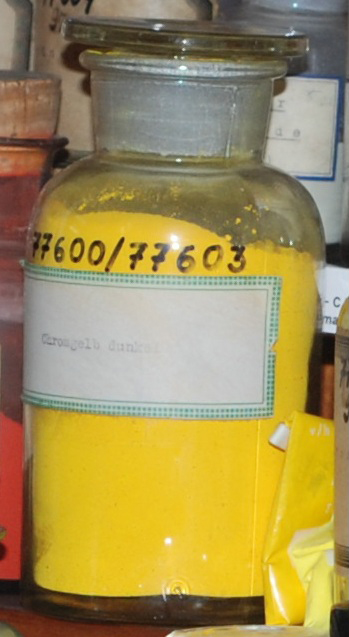
Lead(II)chromate, historical dye collection of the Technical University of Dresden, Germany